# Роя (певица)
Рояла Ягуб кызы Наджафова (азерб. Röyalə Yaqub qızı Nəcəfova; род. 14 июня 1982, Баку), известная как Роя Айхан (азерб. Röya Ayxan) или же  Роя (азерб. Röya) — азербайджанская певица, Народная 2019 и Заслуженная артистка Азербайджана 2015.

## Биография
Роя Айхан родилась 14 июня 1982 года в Агдамском районе. Получила начальное образование в школе № 5 Насиминского района города Баку. В 2004 поступила на факультет международного права Бакинского государственного университета.
Впервые выступала в группе W-trio Вагифа Герайзаде; вскоре начала сольную карьеру вне группы. Её первый сольный концерт под названием «Bu gecə» (рус. Эта ночь) состоялся во дворце имени Гейдара Алиева в 2005 году. В том же году получила приз зрительских симпатий на конкурсе молодых исполнителей в Ялте. В 2006 она трижды выступала с концертной программой «Darıxmışam» (рус. Соскучилась) в том же дворце. 15 сентября она выступила на стадионе Şəfa. По опросам продюсерского центра V&V в 2006 году Ройа победила в двух номинациях — «Исполнитель года» и «Концерт года».
Певица подвергалась критике в Иране и Азербайджане за излишне провокационные костюмы и поведение на сцене.
В 2013 году сняла клип в сотрудничестве с Сами Насери, главным героем фильма «Такси» на песню «Günahsız günahım» «Безгрешный грех».
В 2013 признана певицей года в Азербайджане по версии премии «Qrand» («Гранд»), и удостоилась премии за хит года.
В 2013 году Роя набрала 1 миллион просмотров на YouTube клипом «Göndər» («Отправь») за 2 месяца с момента презентации клипа. В ноябре 2013 года Роя вновь перешагнула отметку в 1 000 000 просмотров клипом «Gemiciler» («Моряки») на турецком языке за месяц с момента релиза клипа на YouTube.
Разведена, есть сын Гусейн.

## Дискография

### Альбомы
- Söyle (2004)
- İlgar (2006)
- Nazli (2007)
- Aldatma (2008)
- Gel Danış (2008)
- Bax (2009)
- Göndər (2012)
- Gemiciler (2013)
- 14/41 (2023)

### Синглы
- Qatar (2002)
- Bilersenmi (2003)
- Yalan Sözlər (2004)
- Cücə (2004)
- Söylə (2004)
- Ulduz nəğməsi (2004)
- Dostum (2004)
- Küləklər əsdi (2004)
- Sev məni (2004)
- Əlvida, gedirəm (2005)
- Yadıma düşəndə (2005)
- Bahar (2006)
- Dəniz (2006)
- Səninəm (2006)
- Röya kimi (2006)
- Mən gedirəm (2007)
- Fərəh (2007)
- Azərbaycanım (2007)
- Sen oldun (2007)
- Kaybolan Yıllar (2007)
- Nazlı (2007)
- Narın yağış (2007)
- Təkcə Səni (2007)
- Səninlə (2007)
- Sen evlisən (2007)
- Qəfil Qedişin (2008)
- Gəl Barışaq (2008)
- Dön Gəl (2008)
- Yenə Yaz Gələcək (2008)
- Mən danışıram rəqsdən (2008)
- Qayıt Ömrümə (2008)
- Ayrılıq Olmayaydı (2008)
- Sənə qörə (2011)
- Gönder (2012)
- Günahsız günahım (2013)
- Ona nə var ki (2014)
- Kesin Bilgi (2015)
- Doldur Ürəyimi (2016)